# Roswell (Fužine)
Roswell kod Fužina je umjetni kaubojski filmski gradić u Hrvatskoj nastao 2015. godine.
Građevine (kulise) su ostatci snimanja europskog vesterna. Nalazi se desetak kilometara od Fužina na livadi između Fužina i Lokava, točnije na proplanku u šumi, na Špičunku, lokaciji u šumi između Vrata i Lokava. Zemljopisno je točno sjeverno od Fužina gdje se diraju zapadne obale Bajerskog jezera, prema Lokvarskom jezeru.
Nastao je za potrebe snimanja filma o Winnetouu, odnosno trilogije o Winnetouu, zbog čega je moguće da buduće ime bude Winnetou. Tvrtke koje su snimale film bili su njemački producenti iz kuće Rat Pack uz pomoć hrvatske Alex Produkcije.
Građevine podignute u filmskom naselju su one koje su uobičajene za mali gradić na Divljem Zapadu: salun, šerifov ured, prodavaonica mješovitom robom, pivnica, sudnica, stambene kuće, pred naseljem mala kapelica uz groblje, "kaubojska cesta" do gradića. Uz gradić je kao dio filmskog naselja drveni vijadukt za prugu.
Za posjetitelje je otvoren 2018. godine. Od 2018. godine u Roswellu se održavaju Western dani.
U planu je povezati Roswell s Fužinama turističkim vlakićem i da filmski gradić dobije još sadržaja.